# 3896 Pordenone
3896 Pordenone este un asteroid din centura principală, descoperit pe 18 noiembrie 1987 de Johann Baur.